# Antelope megye
Antelope megye az Amerikai Egyesült Államokban, azon belül Nebraska államban található. Megyeszékhelye és legnagyobb városa Neligh. Lakosainak száma 6295 fő (2020. április 1.). Antelope megye Knox, Boone, Wheeler, Holt, Madison és Pierce megyékkel határos.

## Népesség
A megye népességének változása:
| Lakosok száma | 6658 | 6623 | 6525 | 6456 | 6414 | 6295 |
|               | 2010 | 2011 | 2012 | 2013 | 2015 | 2020 |